# Long Thắng, Quế Lâm

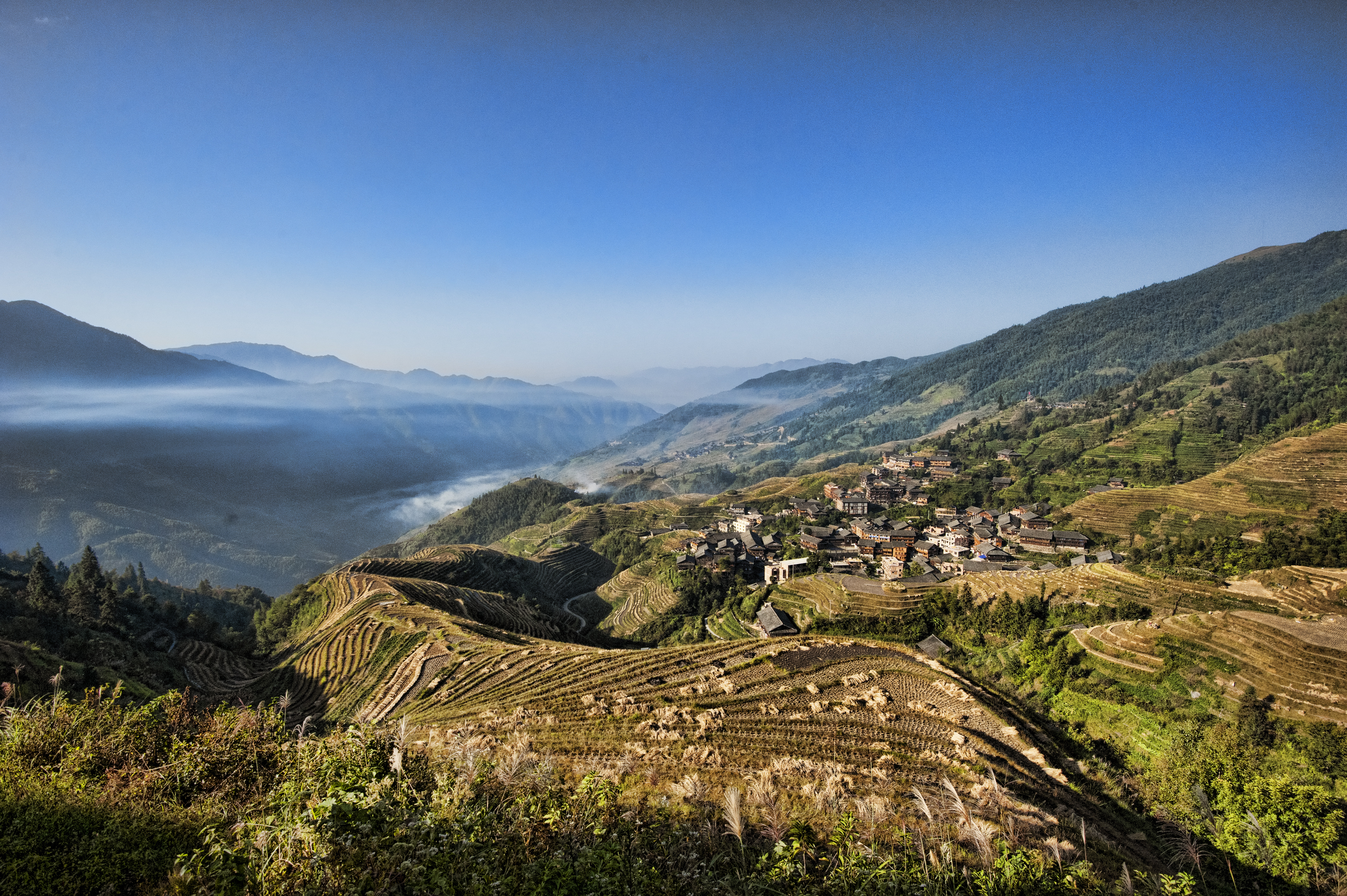

Long Thắng, tên gọi chính thức là Huyện tự trị các dân tộc Long Thắng (chữ Hán giản thể: 龙胜各族自治县, bính âm: Lóngshèng Gèzú Zìzhìxiàn, Hán Việt: Long Thắng các tộc tự trị huyện) là một huyện thuộc địa cấp thị Quế Lâm, khu tự trị dân tộc Choang Quảng Tây, Cộng hòa Nhân dân Trung Hoa. Huyện Long Thắng có diện tích 2.538 km², dân số năm 2002 là 167.000 người, trong đó, dân tộc thiểu số có 128.800 người. Mã số bưu chính của Long Thắng là 541700. Chính quyền nhân huyện đóng ở trấn Long Thắng.

## Phân chia hành chính
Về mặt hành chính, huyện Long Thắng được chia thành 5 trấn và 5 hương. Tổng cộng có 119 thôn hành chính và 1.469 tiểu tổ thôn dân.
- Trấn: Long Thắng, Hoà Bình, Biều Lý, Tam Môn, Bình Đẳng.
- Hương: Lạc Giang, Vĩ Giang, Mã Đê, Giang Để, Tứ Thủy.

Long Thắng, Quế Lâm
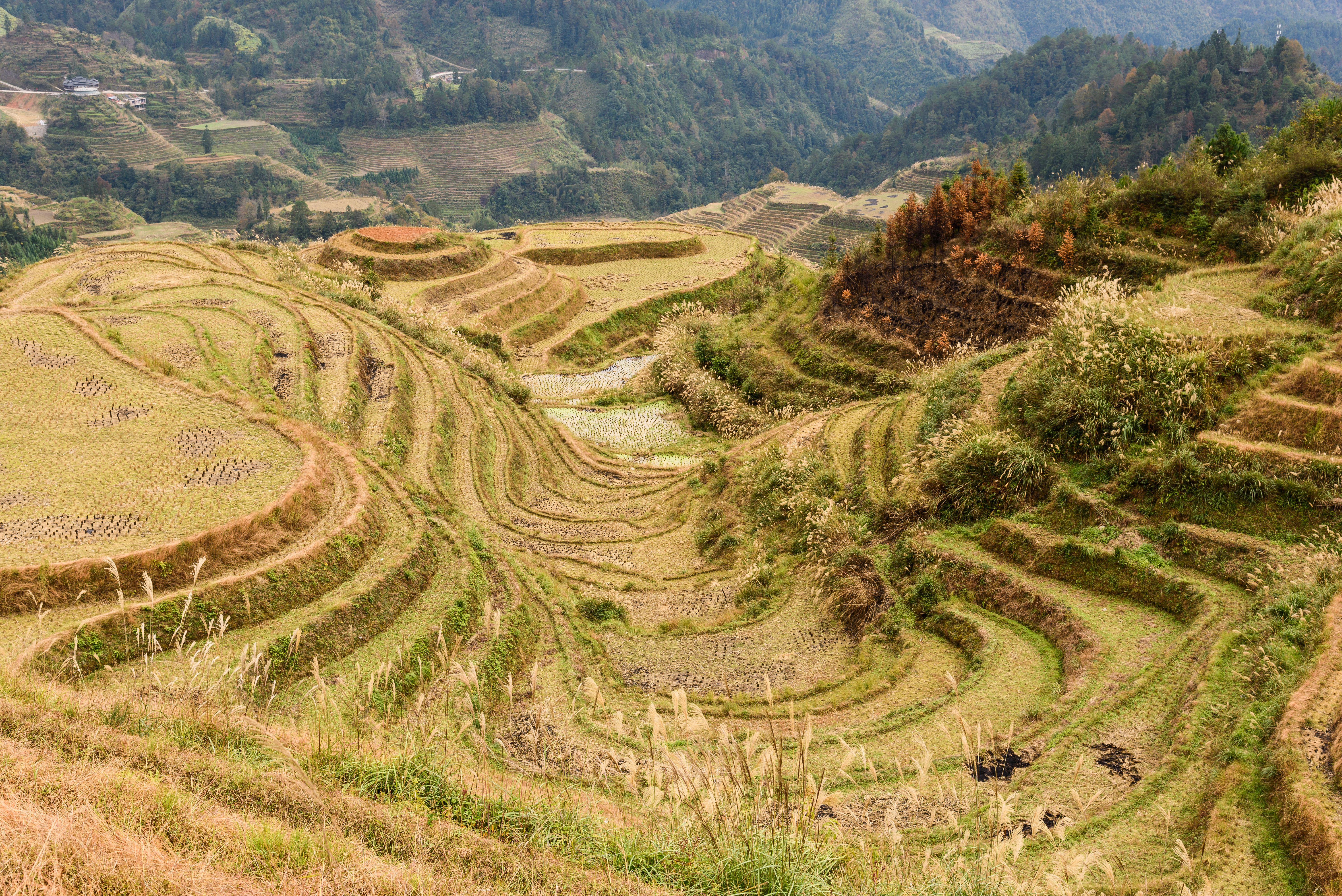
Ruộng bậc thang
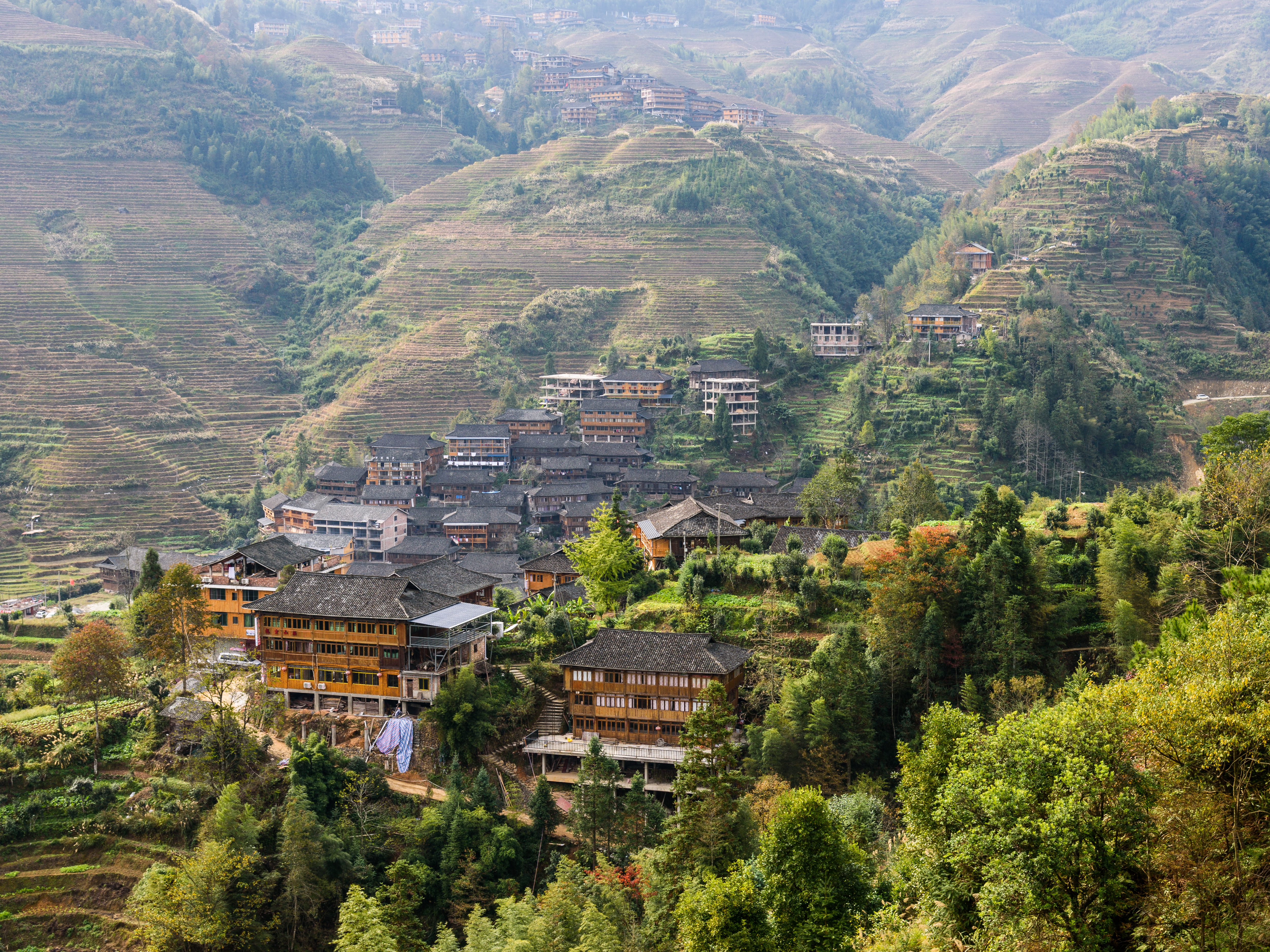
Làng người Dao
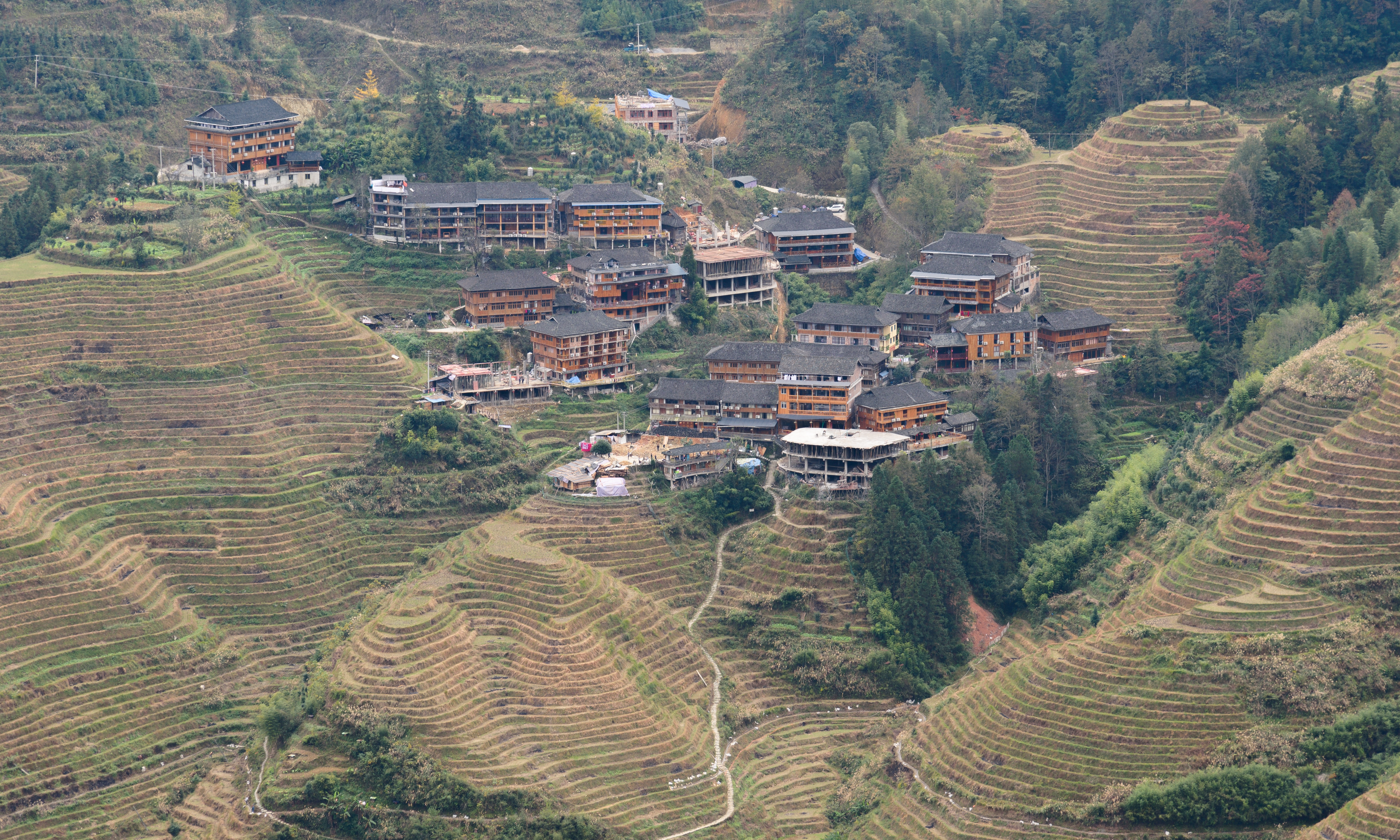
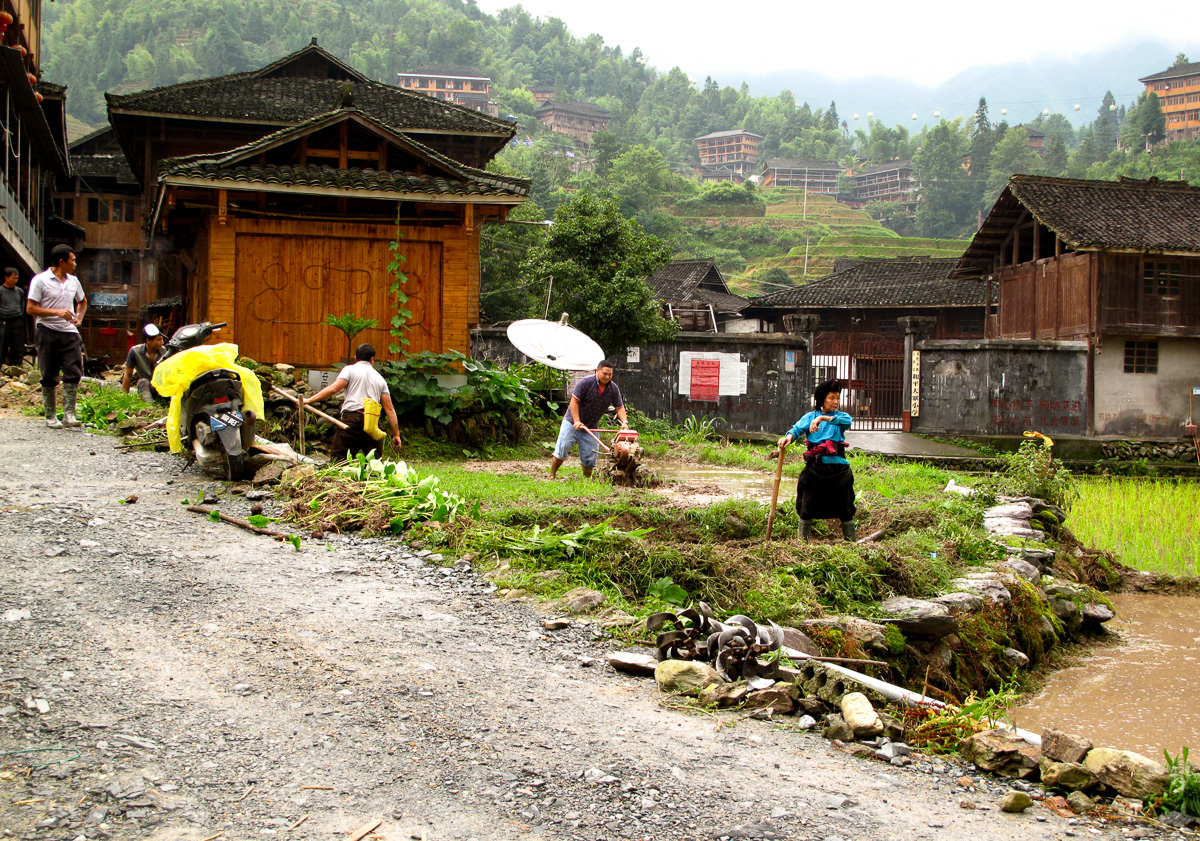
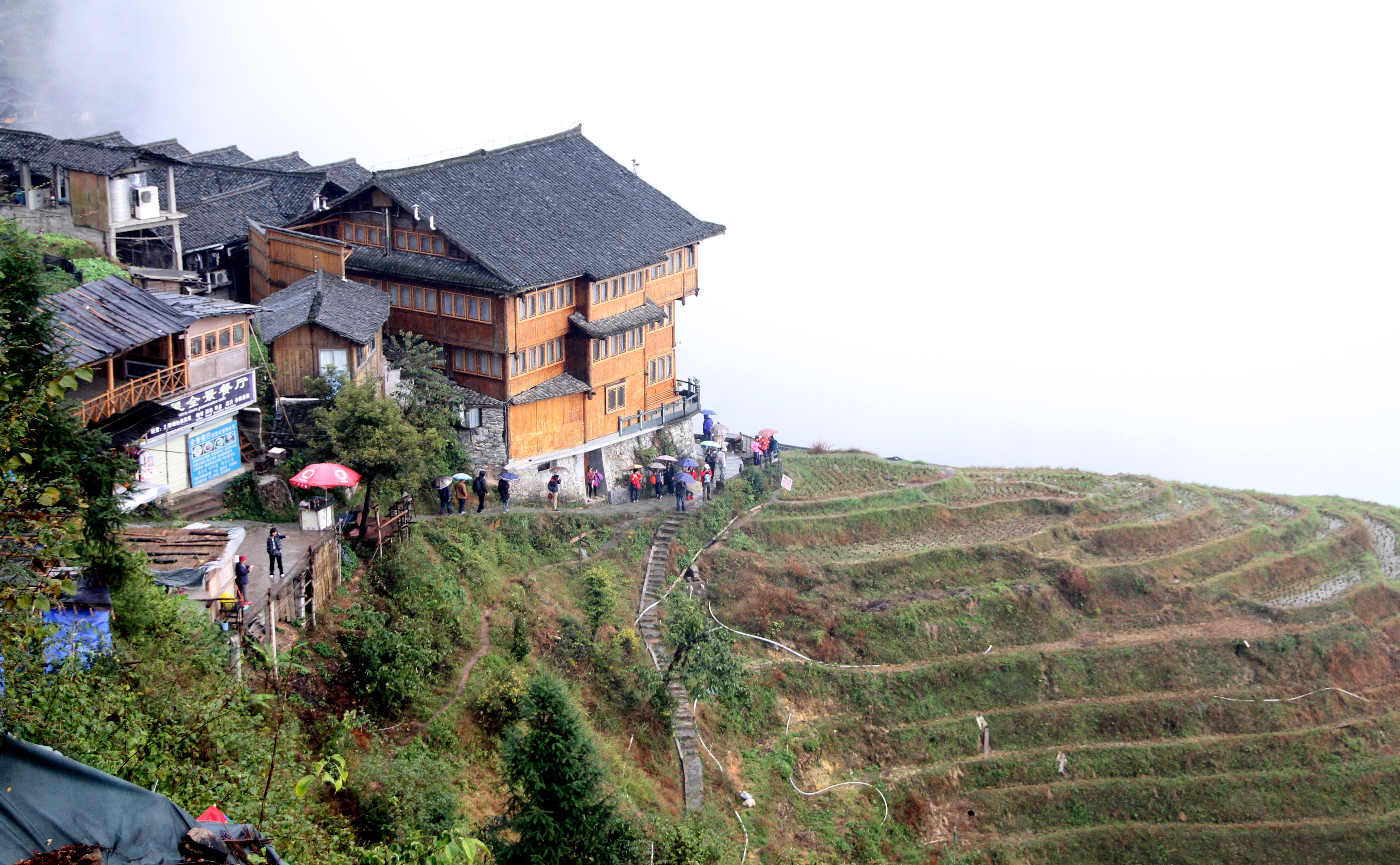
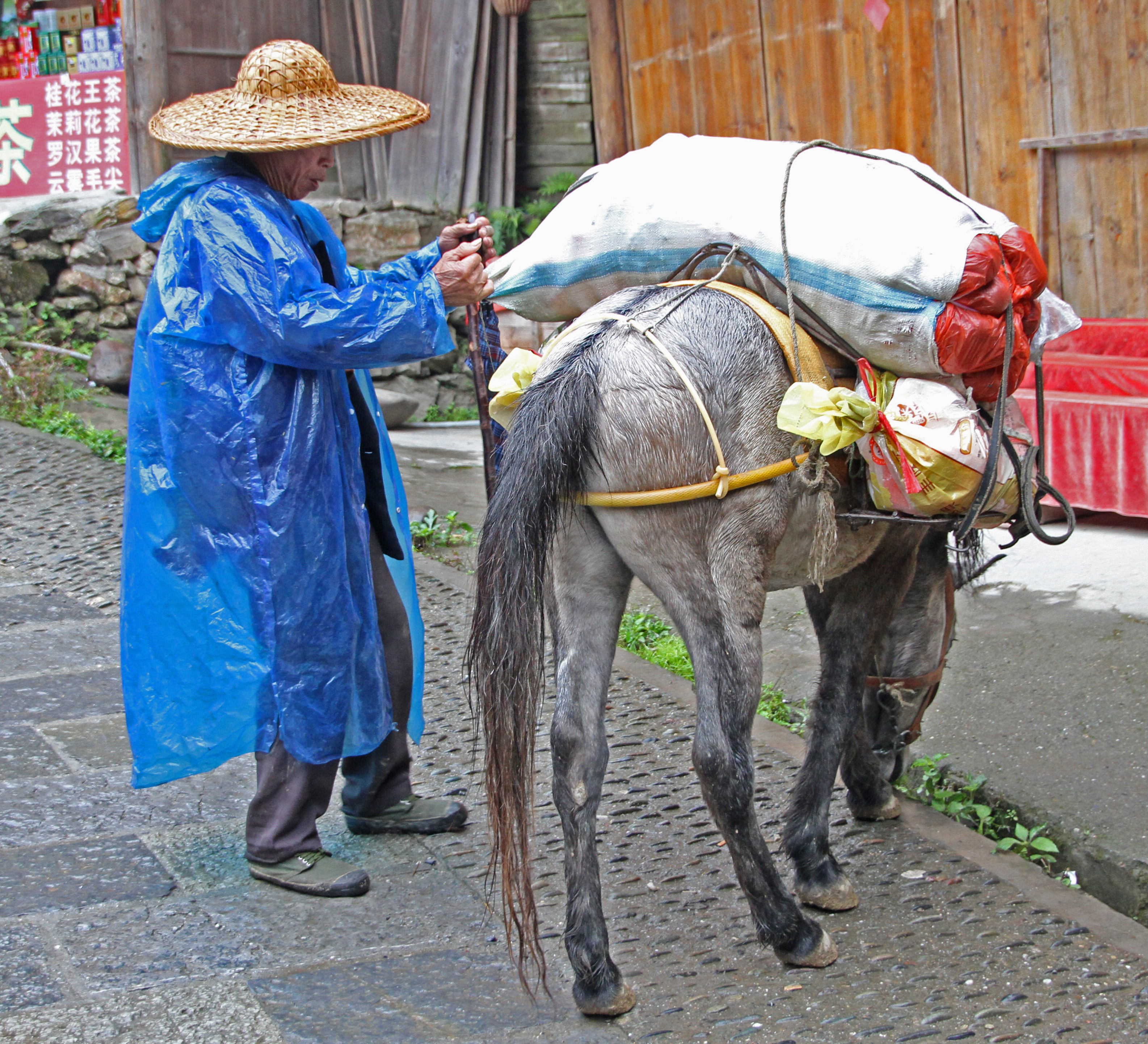
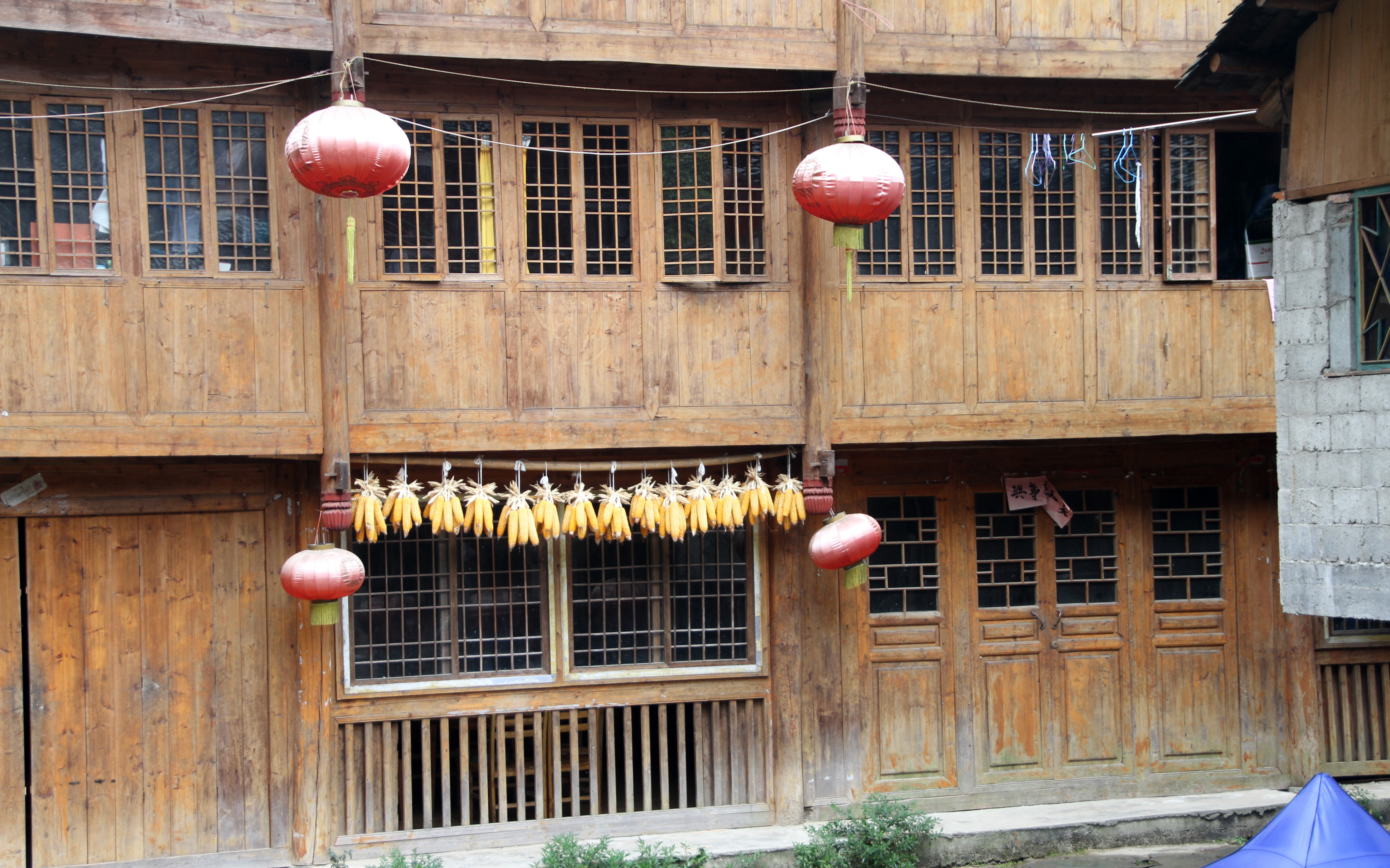
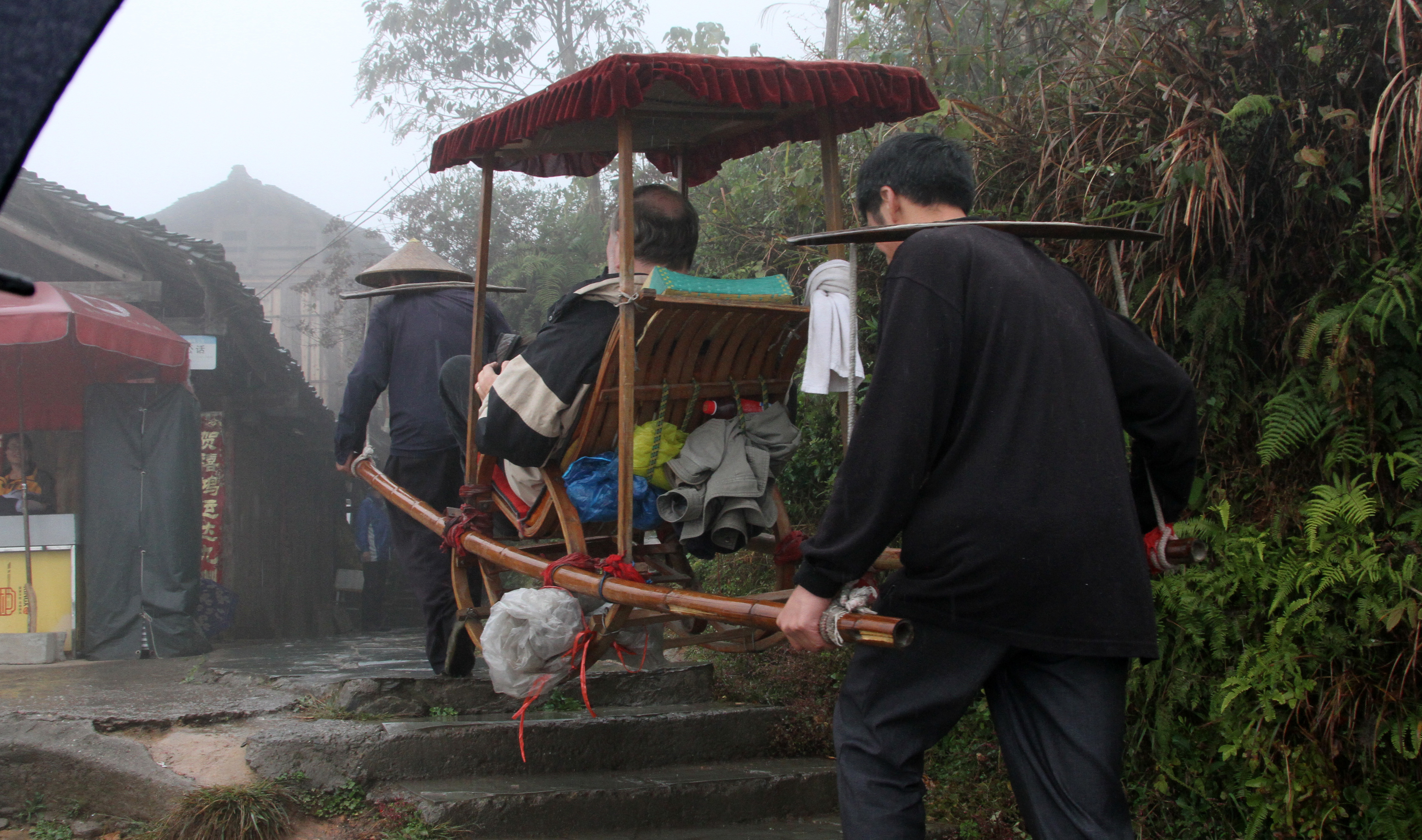
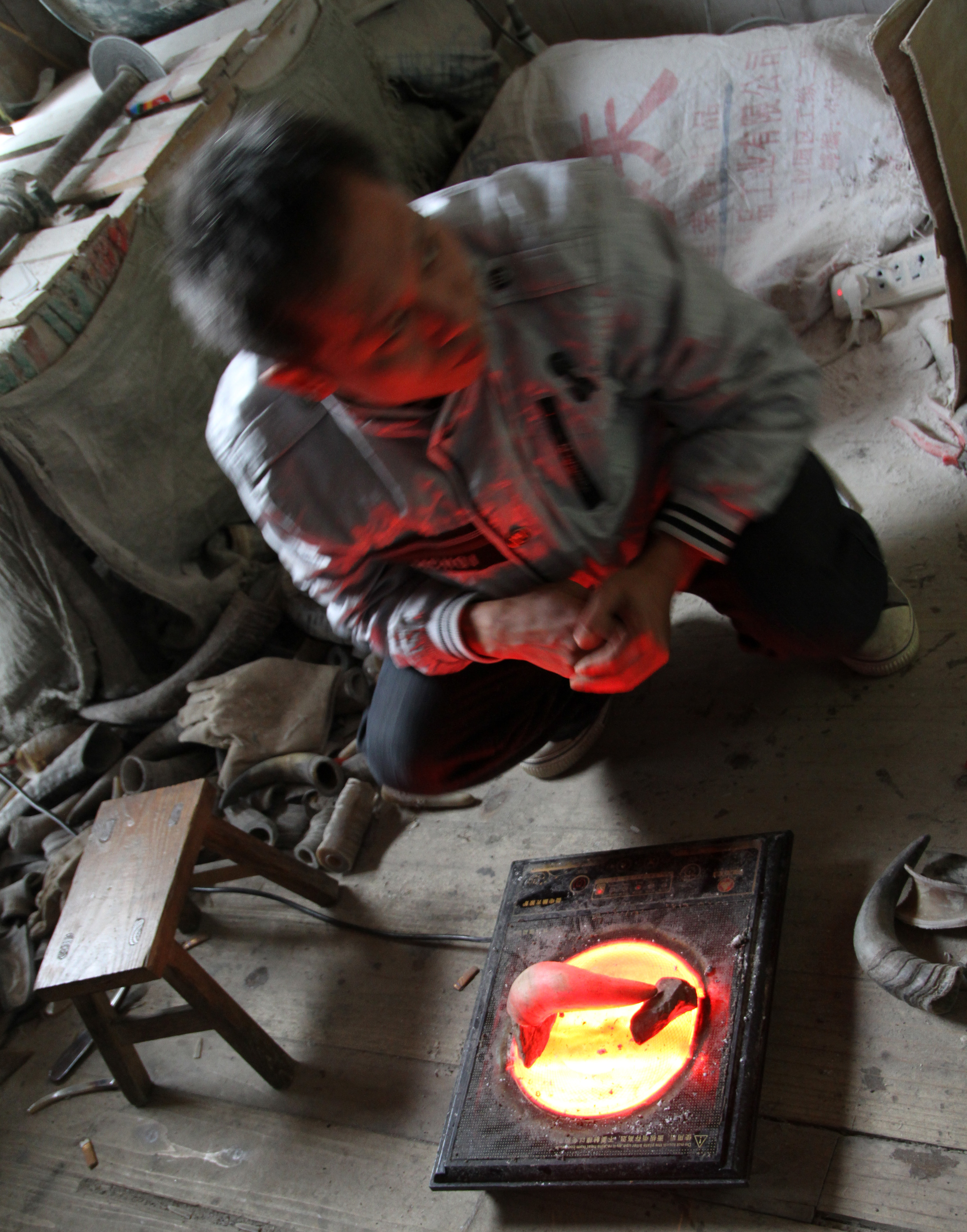
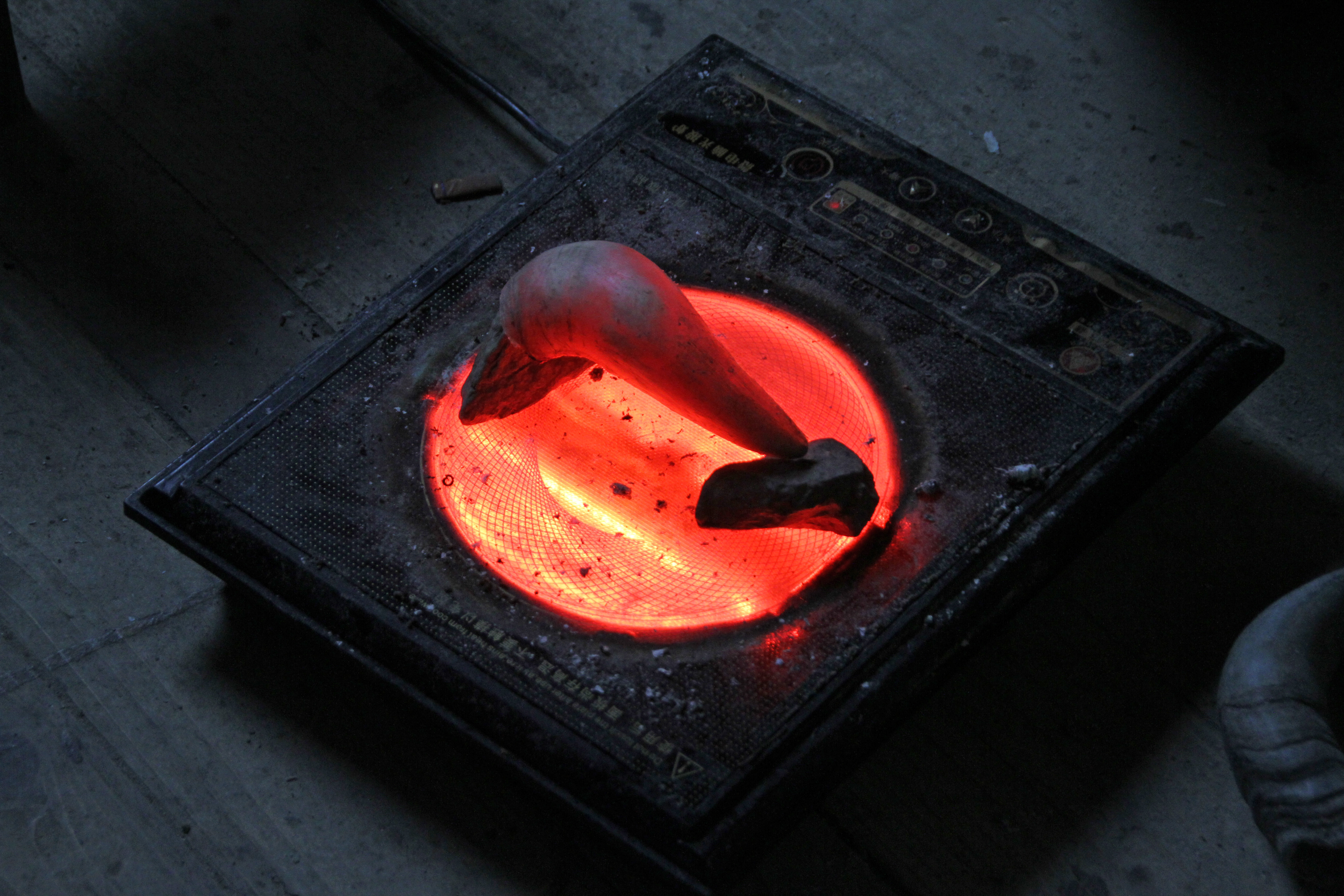
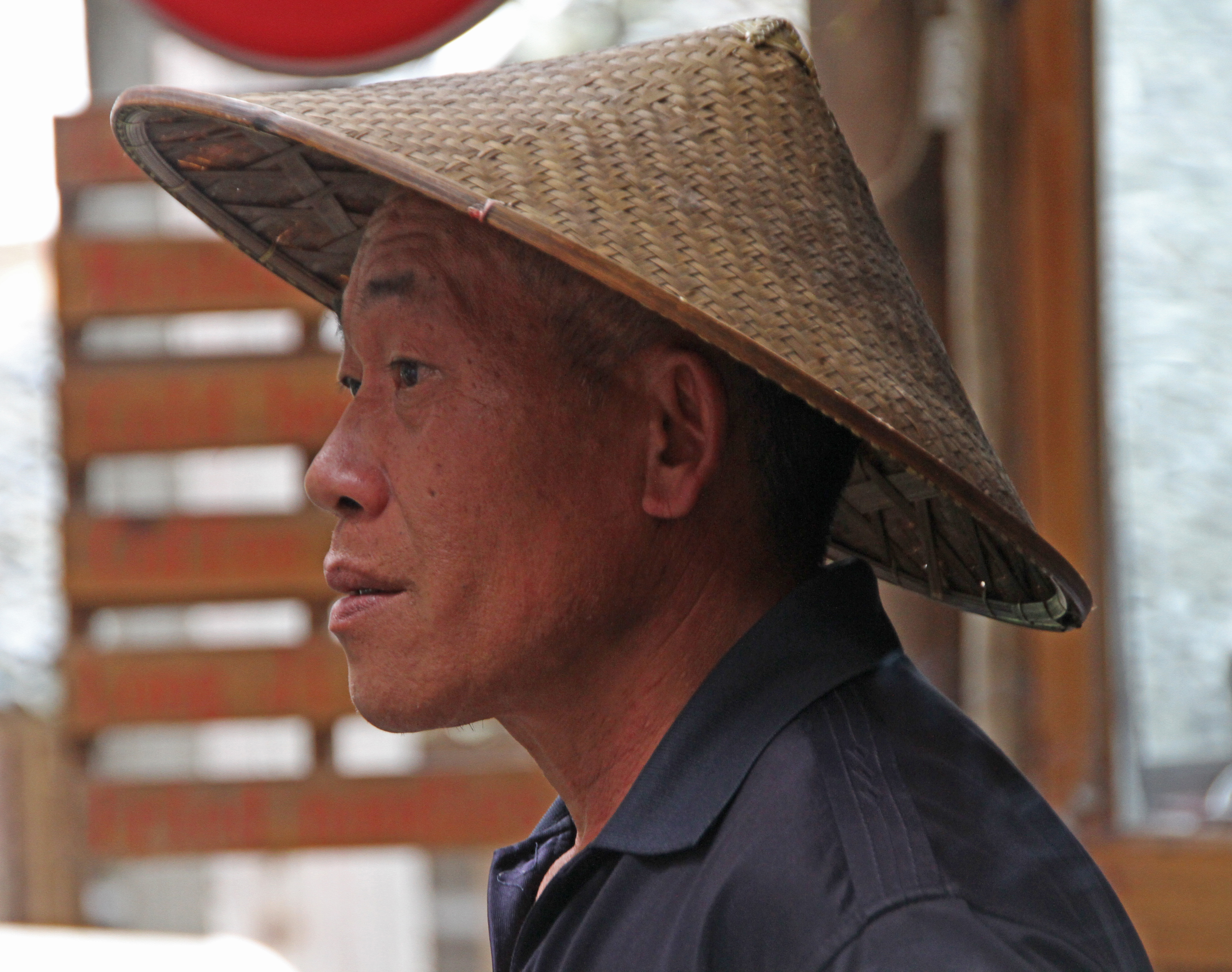
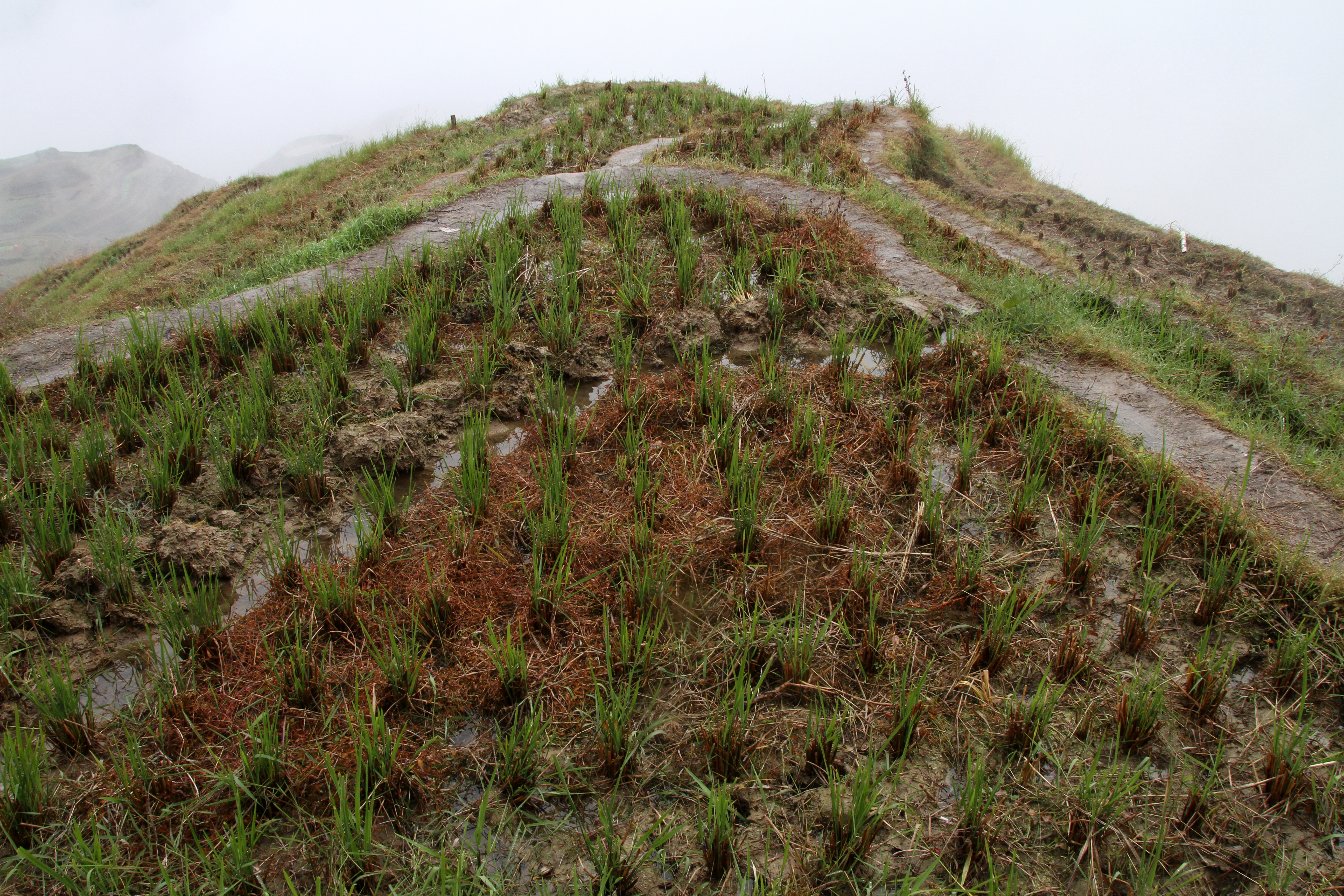
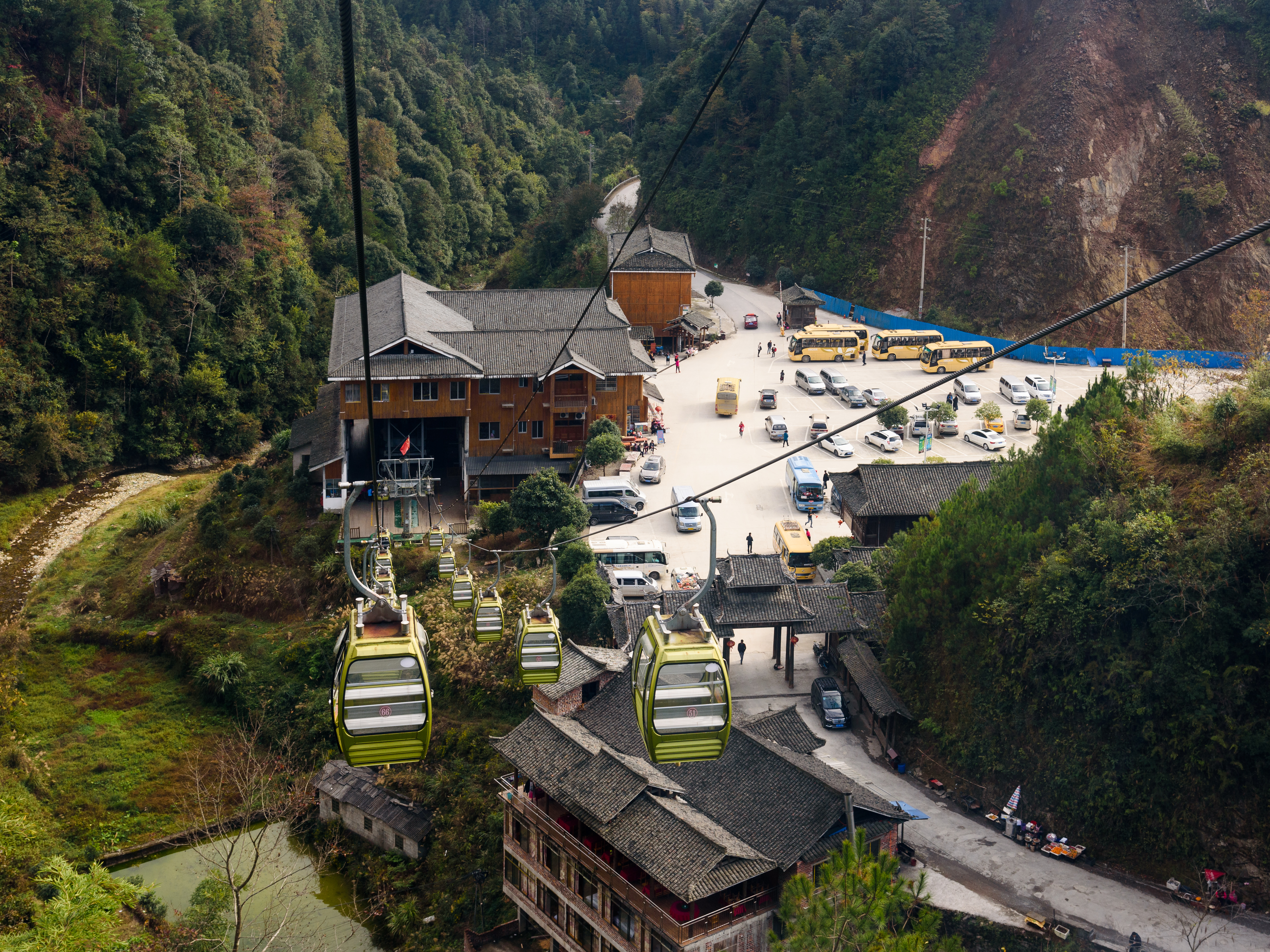
Cáp treo